# Kishinouyeidae
Famille
Les Kishinouyeidae constituent une famille de stauroméduses.

## Liste des genres
Selon World Register of Marine Species (20 avril 2016), la famille Kishinouyeidae comprend les genres suivants :
- genre Kishinouyea Mayer, 1910
- genre Lucernariopsis Uchida, 1929
- genre Sasakiella Okubo, 1917